# Karl-Heinz Schnellinger
Karl-Heinz Schnellinger (31. března 1939 Düren – 20. května 2024 Milán) byl německý fotbalista. Hrával na pozici obránce.
S reprezentací někdejšího Západního Německa získal stříbrnou medaili na mistrovství světa roku 1966 a bronzovou na světovém šampionátu roku 1970. Hrál i na mistrovství světa 1958, kde Němci skončili čtvrtí, a na mistrovství v Chile roku 1962, kde byl zpětně mezinárodní federací FIFA zařazen do all-stars týmu turnaje. Celkem za národní tým odehrál 47 utkání a vstřelil 1 branku.
S AC Milán vyhrál v sezóně 1968/69 Pohár mistrů evropských zemí a následně i Interkontinentální pohár. Dvakrát v jeho dresu získal též Pohár vítězů pohárů (1967/68, 1972/73). Stal se s ním též mistrem Itálie (1967/68). Již předtím se v dresu 1. FC Köln stal mistrem Německa (1961/62).
Roku 1962 byl vyhlášen nejlepším fotbalistou Německa. V anketě Zlatý míč, která hledala nejlepšího fotbalistu Evropy, skončil ve stejném roce třetí.